# Ipolyszög
Ipolyszög es un pueblo ubicado en el condado de Nógrád, Hungría.

## Superficie
Posee una superficie de 6,07 kilómetros cuadrados.

## Demografía
Hasta 2021 la población era de 539 habitantes, con una densidad de población de 88,79 habitantes por kilómetro cuadrado.